# Ходимчук Діамара Олексіївна
Діама́ра Олексі́ївна Ходимчу́к (31 жовтня 1925, Ромни) — українська письменниця та акторка в діаспорі (США). Використовувала псевдоніми Діма, Олекса Крига, Діамара Комілевська (Камілевська), Карпо Кропива.

## Життєпис
Батько — український актор Олексій Ходимчук, мати — українська акторка, театральна режисерка та діячка діаспори Наталія Пилипенко. Батько в 1937 репресований, мати до 1934 року працювала в театрі «Березіль». В період окупації Діамара була вивезена на примусові роботи до Німеччини, де мати, вивезена іншим маршрутом, її відшукала.
Від 1945 жила у Парижі, де закінчила Вищі курси французької мови і працювала у театрі під керівництвом матері.
1959 року з чоловіком, письменником Леонідом Полтавою, та сином Романом перебралися до Нью-Йорка, згодом туди переїхала і мати Наталія Пилипенко, де продовжила театральну діяльність.

## Творчість
Авторка поетичних збірок «Волошки» (Париж, 1947), «Росяні зорі» (Мюнхен, 1952), «Мить» (Париж, 1955), «Третій берег» (1963), «Зустріч років» (1973), «Осіннє мереживо» (1984; усі — Нью-Йорк).
Лірика Ходимчук світла, часом тужлива, сповнена щирості; найвдаліші настроєві і пейзажні мініатюри, зокрема у контрасті з урбаністичними реаліями, елегійні спогади про батьківщину. Добре володіє верлібром. Низку поезій Діма покладено на музику.
У співавторстві з О. Залеським створила пісню-марш «Ми роду козацького діти».

### У доробку
- Прозові і поетичні книги для дітей «М'ячик-скачик» (1954), «Їжачок» (1958; обидві — Париж), «Кіт-музика» (Нью-Йорк, 1971);
- П'єси «Шлях до свого дому» (1950), «Пересаджені квіти» (Буенос-Айрес, 1957, «Хміль», «Ваші знайомі» («Нові дні», Торонто, 1958), «Книжко моя, книжко» («Наше життя», Нью-Йорк, 1966), «Одного весняного дня» («Веселка», 1975); оповідання «Гіркий вітер» («Київ», Філадельфія, 1960, частина 3—4);
- Книга нарисів «День подорожі» (Мюнхен, 1958; вирізняється імпресіоністським стилем письма).

Виконувала ролі: Оксана («Гайдамаки» за Т. Шевченком), Уля («Мина Мазайло» М. Куліша), Дружина («Гетьман Дорошенко» Л. Старицької-Черняхівської).

### Окремі видання
- Діма. День подорожі. — Мюнхен, 1958. — 43 с.
- Діма. Їжачок. Париж : Націоналістичне Видавництво в Европі, 1958. 23 с.
- Діма. Кіт-музика: Оповідання. — Нью-Йорк: Вид-во Союзу Українок Америки, 1971. — 28 с.
- Діма. Мить. — Париж, 1955. — 31 с.
- Діма. М'ячик-скачик. — Париж, 1954. — 30 с.
- Діма. Осіннє мереживо. Поезії. — Нью-Йорк, 1984. — 52 с.

## Виноски
1. ↑  Архівована копія. Архів оригіналу за 7 квітня 2014. Процитовано 27 лютого 2011.{{cite web}}:  Обслуговування CS1: Сторінки з текстом «archived copy» як значення параметру title (посилання) [Архівовано 2014-04-07 у Wayback Machine.]
2. ↑  Архівована копія. Архів оригіналу за 7 квітня 2014. Процитовано 27 лютого 2011.{{cite web}}:  Обслуговування CS1: Сторінки з текстом «archived copy» як значення параметру title (посилання) [Архівовано 2014-04-07 у Wayback Machine.]
3. ↑  П'ять вистав Наталі Пилипенко / Валерій Гайдабура // Театр мобілізував нас…. Архів оригіналу за 22 грудня 2015. Процитовано 19 грудня 2015. [Архівовано 2015-12-22 у Wayback Machine.]